# Иодат меди(II)
Иодат меди(II) — неорганическое соединение, 
соль металла меди и иодноватой кислоты с формулой Cu(IO3)2,
зелёные кристаллы,
слабо растворяется в воде,
образует кристаллогидрат — синие кристаллы.

## Получение
- Добавление раствора соли меди(II) к раствору иодноватой кислоты:

{\displaystyle {\mathsf {CuSO_{4}+2HIO_{3}\ {\xrightarrow {}}\ Cu(IO_{3})_{2}+H_{2}SO_{4}}}}

## Физические свойства
Иодат меди(II) образует зелёные кристаллы.
Слабо растворяется в воде.
Из водных растворов выделяется кристаллогидрат состава Cu(IO3)2•H2O — синие кристаллы.

## Химические свойства
- Кристаллогидрат теряет воду при нагревании:

{\displaystyle {\mathsf {Cu(IO_{3})_{2}\cdot H_{2}O\ {\xrightarrow {240^{o}C}}\ Cu(IO_{3})_{2}+H_{2}O}}}